# إرنست أوتو شليك
إرنست أوتو شليك (بالألمانية: Ernst Otto Schlick)‏ (و. 1840 – 1913 م) هو مهندس ألماني، ولد في غريما، توفي في هامبورغ، عن عمر يناهز 73 عاماً.

## التعليم
تعلم في جامعة دريسدن التقنية
.